# Théorème de Steinhaus
Le théorème de Steinhaus, est un résultat mathématique d'analyse réelle selon lequel si une partie {\displaystyle A} de l'espace euclidien {\displaystyle \mathbb {R} ^{n}} est mesurable et de mesure strictement positive, alors l'ensemble {\displaystyle A-A} des différences d'éléments de {\displaystyle A} contient une boule de centre 0 et de rayon non nul. Il se généralise aux groupes localement compacts et aux différences de deux parties non nécessairement égales.

## Généralisations
- Si G est un groupe localement compact et A une partie de G de mesure de Haar (à gauche) strictement positive, alors l'ensemble{\displaystyle AA^{-1}=\{ab^{-1}\mid a,b\in A\}}est un voisinage de l'élément neutre.
- La conclusion s'étend au produit de deux parties non nécessairement symétriques l'une de l'autre : si A et B sont deux parties de G de mesures de Haar non nulles, alors l'ensemble{\displaystyle AB=\{ab\mid a\in A,b\in B\}}est d'intérieur non vide[2].
- La conclusion s'étend aussi, dans un groupe topologique quelconque, à toute partie A non maigre ayant la propriété de Baire, c'est-à-dire égale à un ouvert à un maigre près[3],[4].

## Démonstrations
- La preuve suivante de la première généralisation est due à Karl Stromberg[5]. Notons λ la mesure de Haar et supposons que 0 < 3ε = λ(A) < ∞. Par régularité de λ, il existe un compact K inclus dans A et un ouvert U contenant A tels que λ(K) > 2ε et λ(U) < 4ε, donc tels que λ(U) < 2λ(K). Comme l'ouvert U contient le compact K, il contient VK pour un certain voisinage V de l'élément neutre. On conclut en montrant que V est inclus dans KK–1 : pour tout v∈V, λ(vK∩K) = λ(vK)+λ(K)–λ(vK∪K) ≥ 2λ(K)–λ(U) > 0 donc vK∩K est non vide, autrement dit v∈KK–1.
- La preuve suivante de la deuxième généralisation est due à André Weil[6],[7]. Soient A et B de mesures strictement positives et finies. Le produit de convolution de leurs indicatrices est une fonction continue. D'après le théorème de Fubini, cette fonction est non nulle, ce qui conclut.

## Corollaire
Dans ZFC (la théorie des ensembles de Zermelo-Fraenkel avec l'axiome du choix mais sans l'hypothèse du continu), toute partie de {\displaystyle \mathbb {R} ^{n}} Lebesgue-mesurable et non négligeable a la puissance du continu.